# Microgoniella comitatula
Microgoniella comitatula är en insektsart som beskrevs av Melichar 1951. Microgoniella comitatula ingår i släktet Microgoniella och familjen dvärgstritar. Inga underarter finns listade i Catalogue of Life.